# Sanctuaire d'Athéna Pronaia
Le sanctuaire d'Athéna Pronaia, situé sur le site antique de Delphes, est un groupe de bâtiments comprenant des temples et des trésors, ainsi que la célèbre tholos de Delphes.
Le temple en lui-même a connu deux états : un premier temple archaïque (vers -580), dont seuls quelques pierres ont été retrouvées, et un second, construit vers 520-510 (38° 28′ 49″ N, 22° 30′ 30″ E) en tuf de Corinthe, en partie détruit lors d'une chute de rochers en 1905.

Plan du sanctuaire d'Athéna Pronaia à Delphes.
1. Emplacement des deux premiers temples d'Athéna Pronaia (Temples A et B) 2. "temple en calcaire" 3. Tholos 4. Trésor des Massaliotes (?) 5. Trésor dorique 6. Temenos de héros 7. Autel d'Athéna Pronaia 8. Autel d'Hygieia et d'Eileithyia 9. Autel archaïque non identifié 10. Bâtiment non identifié 11. Base de statue d’un empereur (Hadrien ?) 12. Entrée Est 13. Entrée Sud

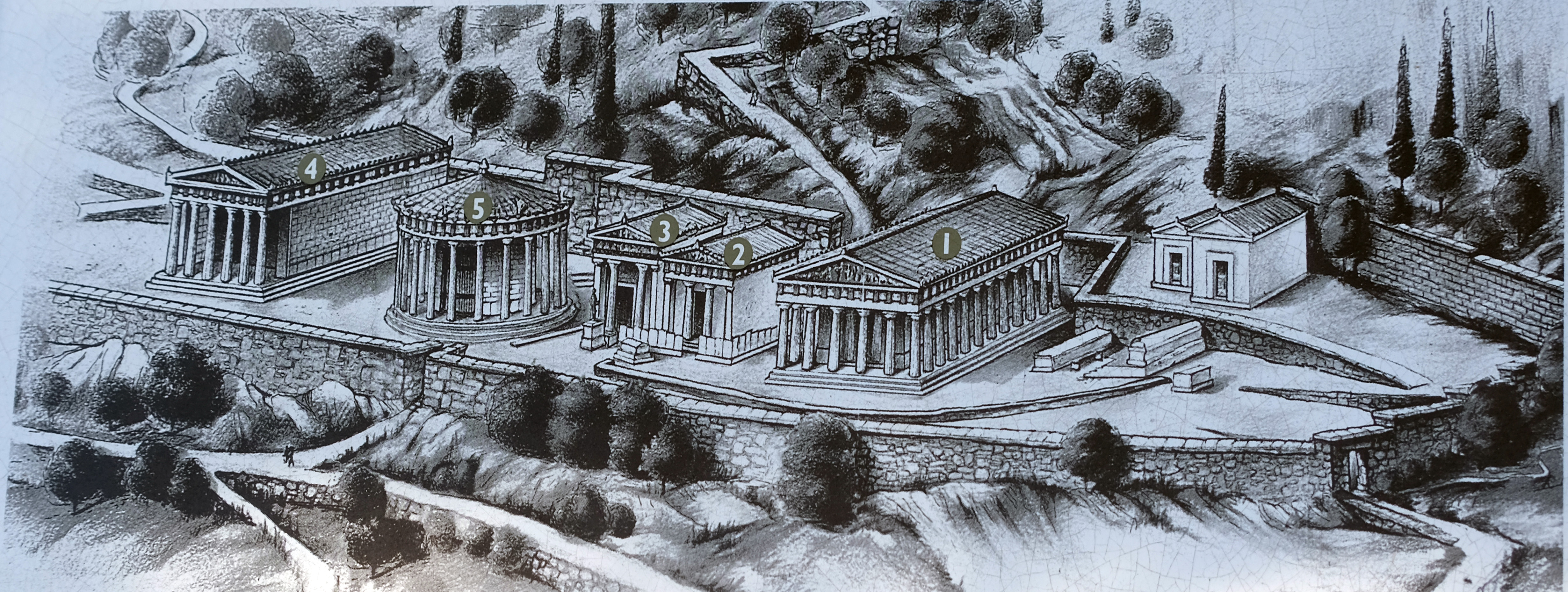
Reconstitution du site.

## Localisation
Le sanctuaire d'Athéna Pronaia se trouve au lieu-dit Marmaria (les Marbres), à environ 1500 m à l’est du grand temple d’Apollon. Il est situé en contrebas de la route qui conduisait les pèlerins qui venaient à Delphes par voie de terre pour consulter l’Oracle. La déesse était nommée Pronaia, parce que son temple était autrefois situé devant le temple d'Apollon.
Les figurines mycéniennes exposées au musée archéologique de Delphes, y compris la figure assise notable sur un trépied, ont été découvertes ici, mais sans contexte archéologique, et il est probable qu'elles aient été apportées d'ailleurs.

## Tholos

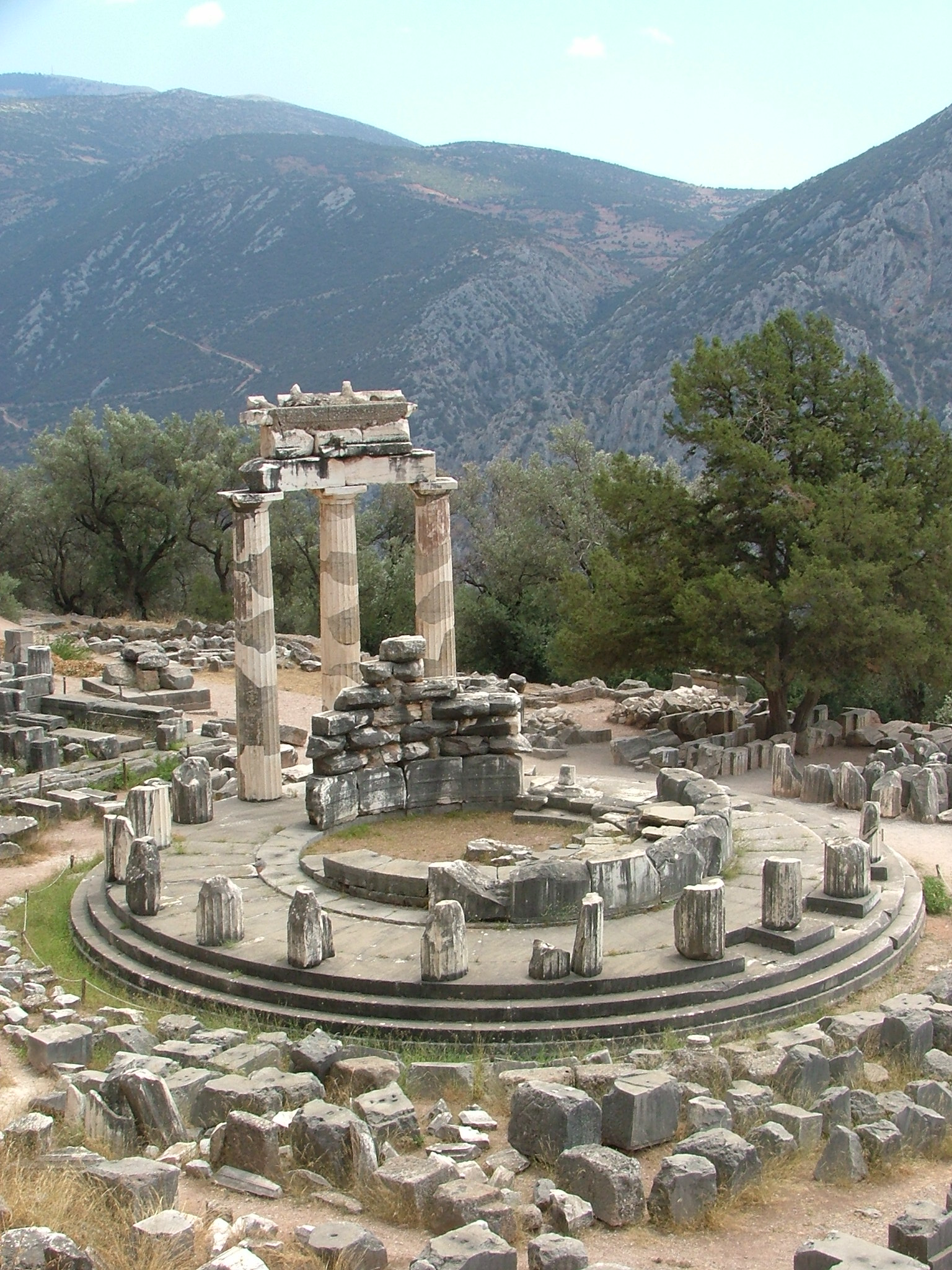
La tholos, rotonde du IVe s. av. J.-C. (vers -340).

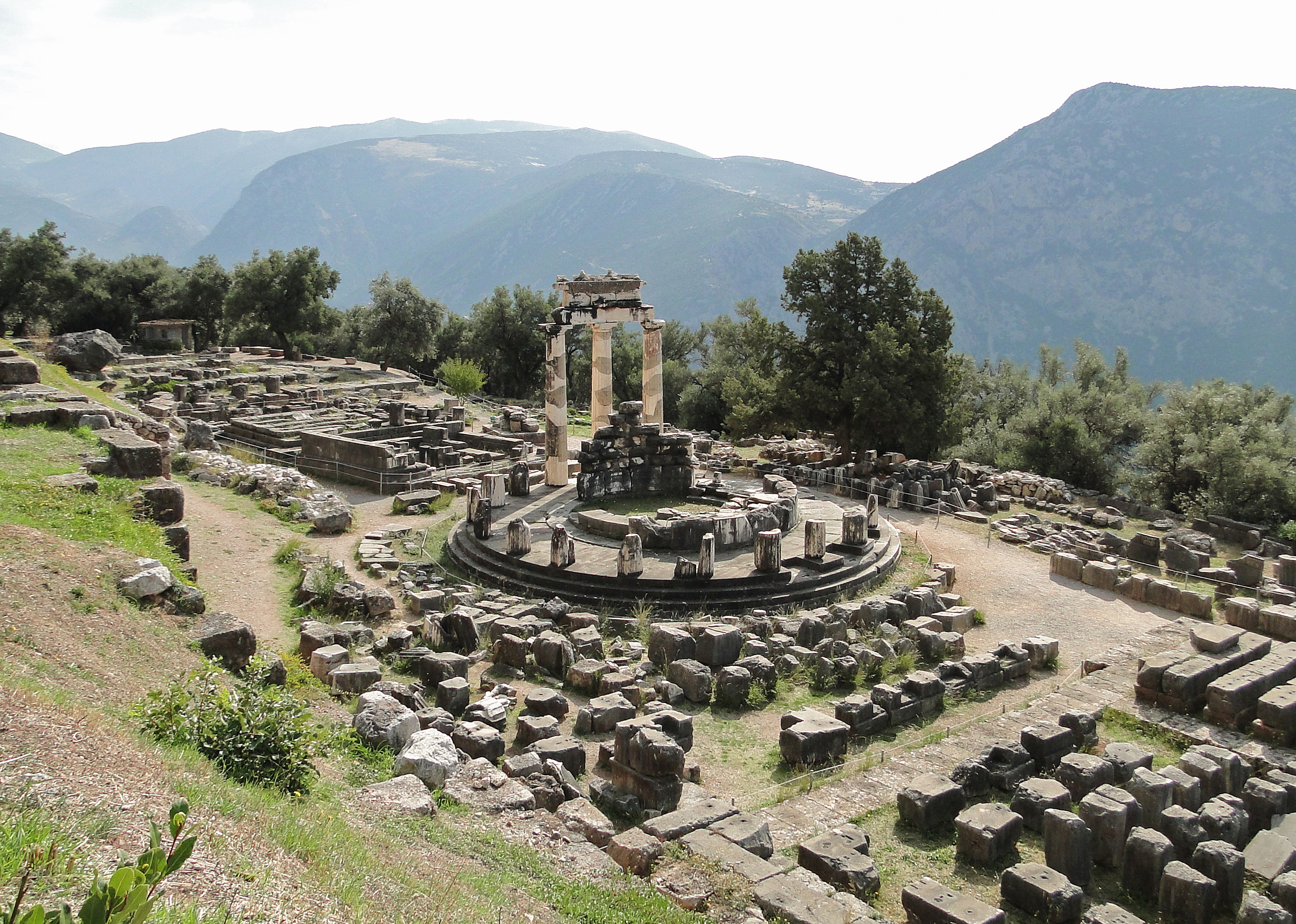
La tholos de Delphes et les édifices du sanctuaire d'Athéna Pronaia. À droite de la tholos, le « temple de calcaire » ; à gauche derrière la tholos, les deux trésors et le temple d'Athéna.

### Architecture

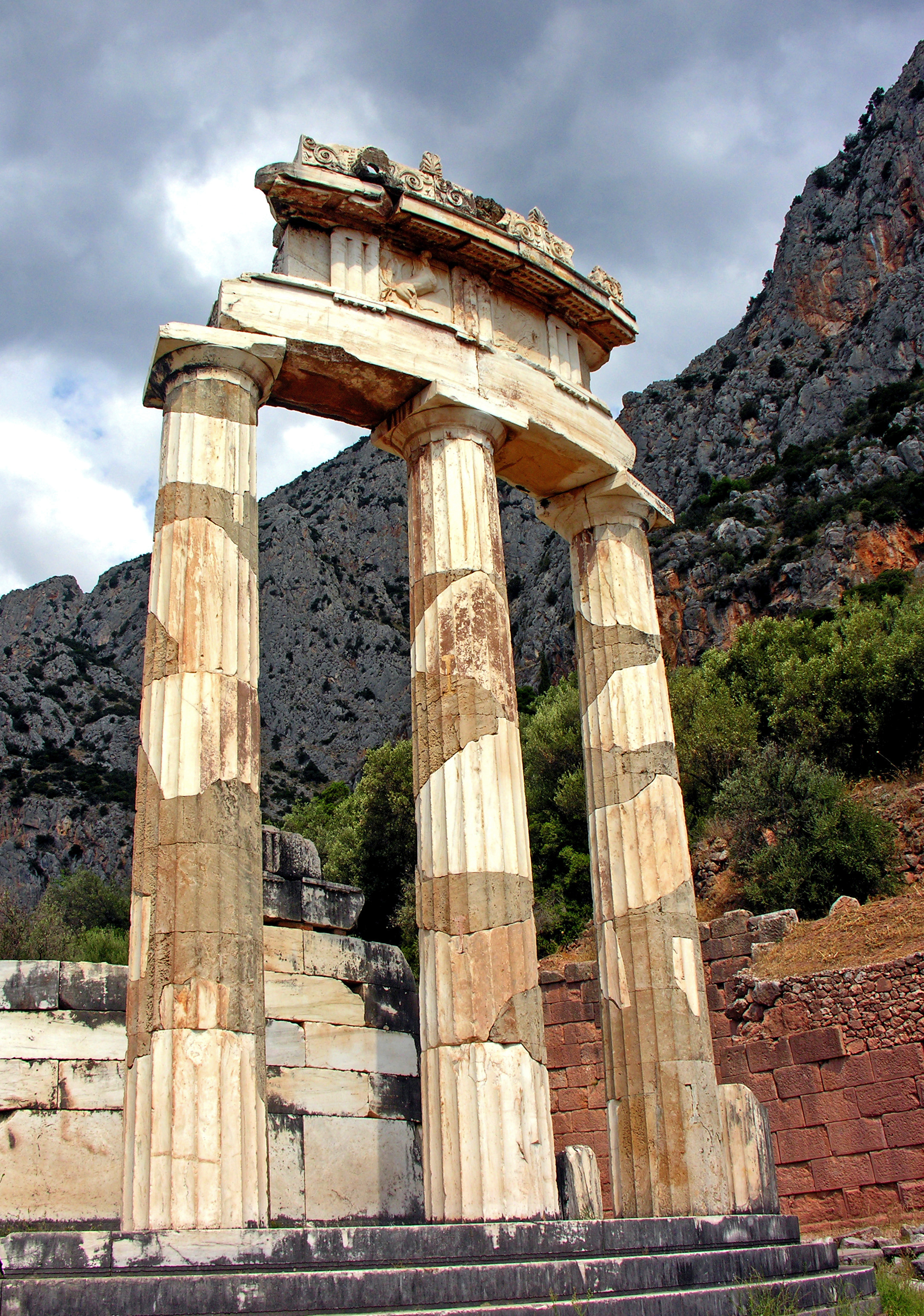
Les trois colonnes doriques reconstituées de la tholos.

La tholos était constituée d'une structure circulaire monoptère de 13,50 m de diamètre, entourée à l'extérieur de vingt colonnes doriques de 5,93 m de hauteur, disposées en cercle formant un ptéron,. Le bâtiment se dressait sur un crépidome qui élevait le temple de 90 cm. La colonnade périmétrique du temple supportait une frise avec des métopes et des triglyphes, dont il ne reste que quelques fragments. La hauteur totale du bâtiment était d'environ 13,50 m.
À l'intérieur du temple se trouvait une cella, salle constituée d'un mur circulaire de 8,50 m de diamètre intérieur. La face externe du mur était couronnée d'une frise semblable à celle de la colonnade, mais plus petite. À l'intérieur de la cella, on trouvait un banc circulaire en pierre, qui supportait lui-même dix colonnes corinthiennes, toutes reposant contre la surface concave du mur. Elles occupaient un emplacement coïncidant exactement avec l'espace entre les colonnes extérieures. L'entrée de la cella se faisait par une triple ouverture située au sud, formée de deux piliers aux extrémités (antae) entre lesquels étaient disposées deux demi-colonnes ioniques, le tout relié au sommet par un entablement. Cette entrée devait être fermée par une grille de bronze ou de fer, disposées devant des portes supposément en bois.
Les colonnes extérieures étaient placées beaucoup plus près les unes des autres que dans les bâtiments rectangulaires contemporains. Cette disposition du ptéron a été réalisée à des fins purement esthétiques, dans le but d'attirer l'attention du spectateur sur la courbe de la structure. De plus, l'élévation de la colonnade sur un podium a accru l'apparence élancée du bâtiment, qui aurait autrement été perçu comme aplati en raison du nombre et de la proximité des colonnes.
Le temple combinait différents styles architecturaux dans un seul bâtiment. L'utilisation de différents matériaux a été utilisée comme ressource compositionnelle, donnant lieu à un effet polychrome naturel. La structure principale de la tholos a été réalisée en marbre pentélique et les murs extérieurs reposent sur une couche de pierre d'Éleusis noire ou bleue. Les fines dalles sont faites d'un marbre d'Éleusis appelé « titanolithos ». Le sol de la cella était pavé du même calcaire foncé, à l'exception du cercle central en marbre blanc, tout comme le banc intérieur de la cella, lui aussi en calcaire noir. Le plafond à caissons qui soutenait le toit était également fait de marbre.
Les blocs de la tholos étaient reliés entre eux par des joints qui coïncidaient avec la partie centrale des triglyphes et des métopes. Les pierres de taille étaient pointillées, à l'exception des bandes latérales qui étaient polies. Cette méthode, également utilisée dans les Propylées d'Athènes, met beaucoup plus l'accent sur les joints que d'autres exemples d'architecture athénienne en marbre.

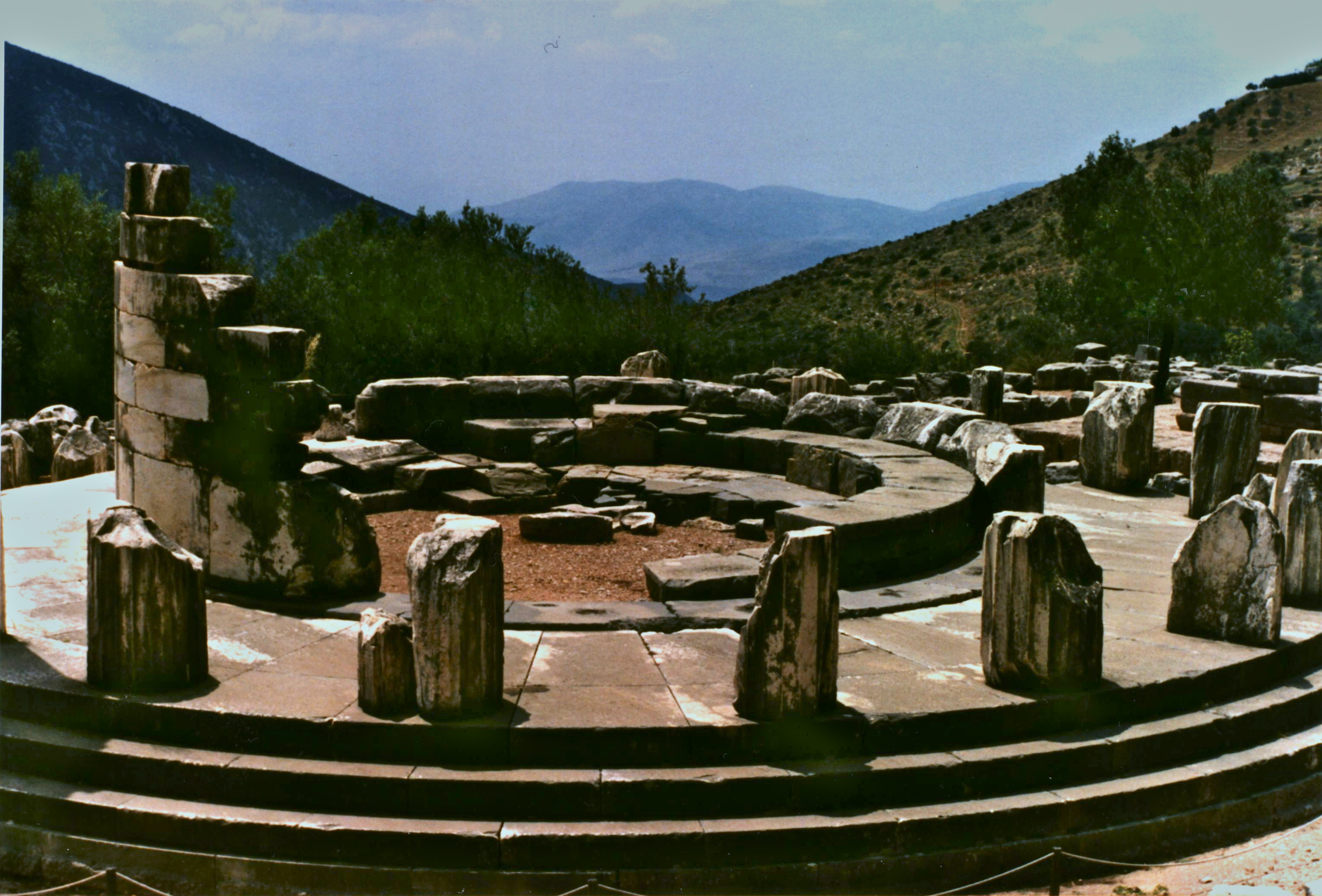
Détail des vestiges de la cella et du pavement.

Le toit en tholos était probablement formé de deux couvertures distinctes, bien que des publications récentes de l'École française d'Athènes et d'Électricité de France suggèrent le contraire. Dans le cas d'une couverture double, un premier toit conique aurait dépassé de la cella, tandis qu'un autre toit serait descendu sur le ptéron depuis un niveau inférieur du mur. La forme des poutres en bois qui soutenaient le toit de la cella est inconnue. Il était probablement soutenu par des fermes insérées dans les petites cavités à chaque extrémité de la cella. Les petites traverses à chaque extrémité de la cella s'expliqueraient par le fait que poids du toit lui-même aurait été supporté en grande partie par les murs. Il est également possible qu'il y ait eu de grandes poutres individuelles supportant une charge relativement importante. Celles-ci auraient pu être doublées par d'autres traverses individuelles disposées sous d'autres poutres plus petites.
Un toit de tuiles aurait pu prendre place au sommet de la structure, bien que les archéologues n'aient pas documenté la découverte d'un tel toit, mais il est possible que le toit se soit effondré dans les temps anciens et que les gravats aient été évacués. Il existe également une hypothèse selon laquelle la cella aurait pu être éclairée par des fenêtres situées dans la partie supérieure du mur, mais aucune preuve n'en a été trouvée.

### Décoration sculpturale

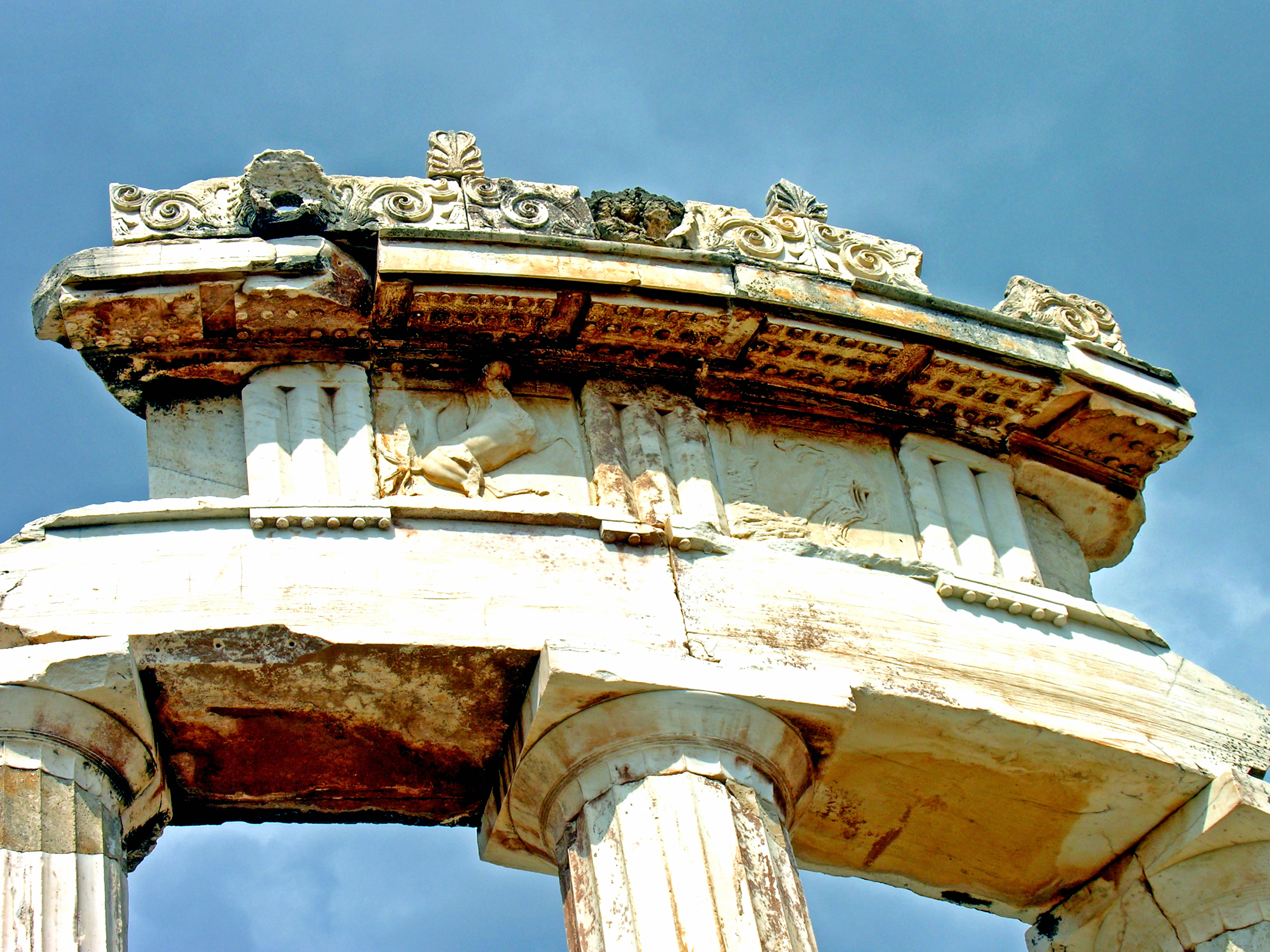
Détail des métopes et des triglyphes de la partie de l'entablement encore debout.

La décoration sculpturale de la frise, datée entre 380 et 370 av. J.-C., a été réalisée avec une grande qualité artistique. Les sculptures des métopes, en haut-relief, ont été réutilisées comme matériau de construction et comme pierres tombales dans les premières années du christianismea,.
Le grand effort des spécialistes pour rassembler les fragments  dispersés autour du monument donnent une image de la forme originale des éléments stylistiques et décoratifs des représentations en relief. Les grandes métopes à l'extérieur montrent des scènes de bataille entre Amazones et centaures, courantes dans la mythologie grecque et appréciées en sculpture. À l'intérieur, les figures de la frise ont survécu en moindre quantité et de manière très fragmentée. Ils représentaient probablement les travaux d'Hercule ou de Thésée. Seul un morceau de l'entablement à quatre métopes a été conservé, dont les statues représentent l'enlèvement d'une jeune fille par un centaure, un cheval assis et un guerrier monté à cheval. Ils sont actuellement conservés au Musée archéologique de Delphes.
Le péristyle et les murs étaient décorés de moulures en relief, tout comme la gouttière de l'entablement dorique extérieur, qui était ornée de gargouilles en forme de têtes de lion. Le toit supposé conique était également décoré d'acrotères représentant huit statues féminines dansantes. Sa reconstruction n'est pas claire, surtout après la découverte récente de deux rangées de jets d'eau.
Malgré leur état fragmenté actuel, les reliefs architecturaux de Delphes révèlent une grande habileté de la part de leurs créateurs, tant dans le traitement des matériaux (en particulier le marbre) que dans les détails d'un grand dynamisme et d'une excellente précision anatomique.

## Premier temple d'Athéna (temple A)
Le premier temple dédié à Athéna, de petites dimensions, était bâti en pierre poreuse (tuf) de couleur grise. Il fut construit au début du VIe s. av. J.-C. Huit chapiteaux, quelques tambours et quelques pièces de mur ont été retrouvées réutilisés dans les fondations du temple suivant. Les chapiteaux "en galette" sont caractéristiques du haut-archaïsme.

## Second temple d'Athéna (temple B)
Ce second temple a remplacé le premier vers  520-510 avant J.C., probablement dans le cadre d'un programme de construction lancé par la famille athénienne des Alcméonides pour agrandir le sanctuaire et reconstruire le temple d'Apollon.

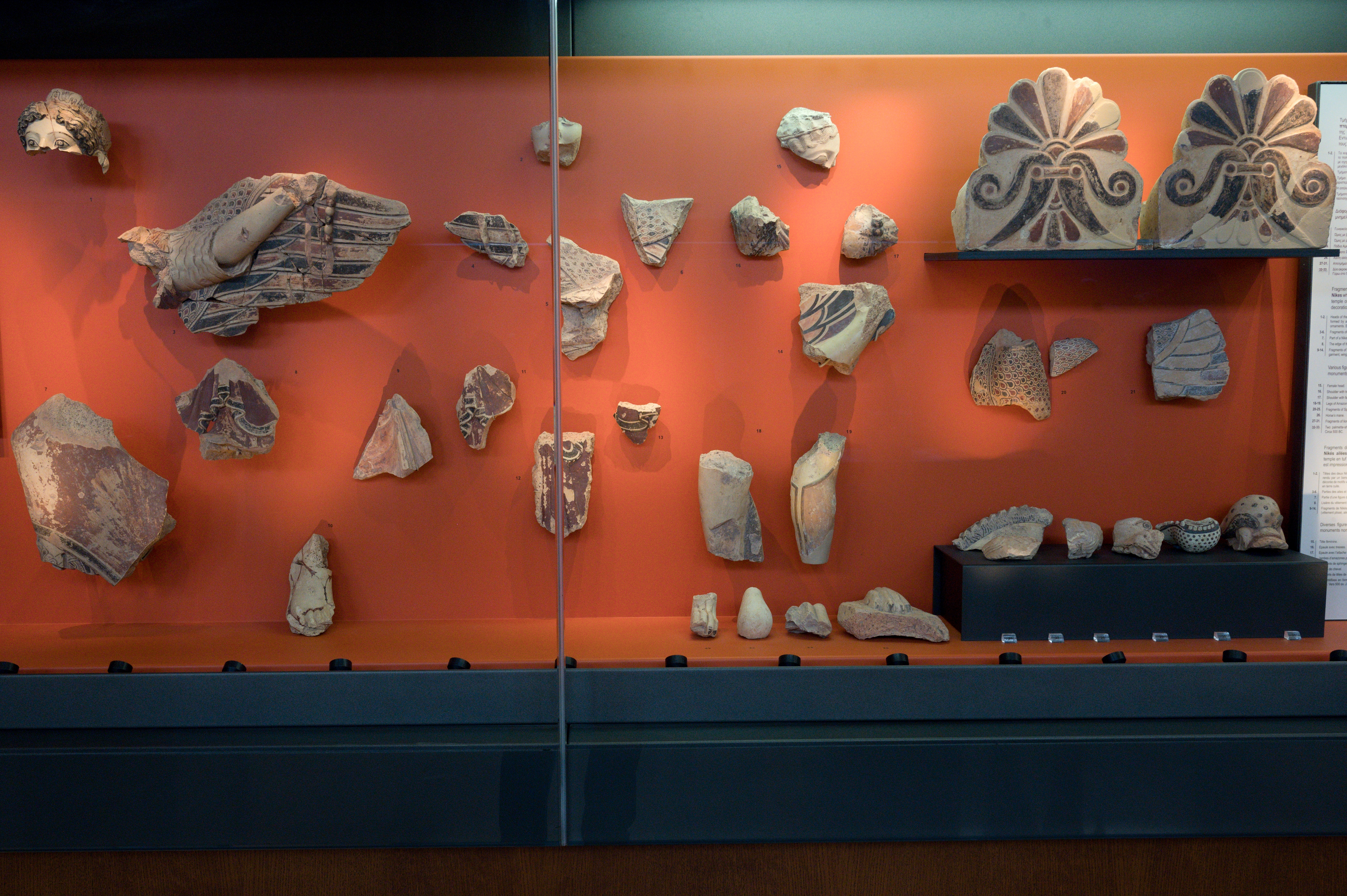
Décoration en terre cuite du temple d'Athéna Pronaia. Musée archéologique de Delphes.

Ce second temple, mesurant 13,25 × 27,46 m, était également construit en pierre poreuse (tuf). Il s'agissait d'un temple périptère, constitué de 12 colonnes sur les côtés longs et 6 colonnes en façade. Les frontons étaient décorés, au nord avec des figures en terre cuite (tête d'Athéna et acrotères ailées exposées au musée), au sud peut-être en pierre.
Lorsque le temple fut dégagé, lors de la « grande fouille » de 1901, 15 colonnes étaient encore conservées à une certaine hauteur, mais elles furent détruites à la suite d'une chute de pierre en 1905. Il avait déjà subi, vraisemblablement au IVe siècle, des réparations (murs d'entrecolonnement sur la partie nord), puis un glissement de terrain, daté par les dernières fouilles de la fin de l'Antiquité.
Les fragments de marbre d'une grande statue d'Athéna découverts aux alentours sont attribués à la statue de culte d'Athéna, située dans la cella du temple.
Le voyageur Pausanias brosse une description du temple au IIe siècle lors de sa visite à Delphes : 

« En entrant dans la ville, on trouve une série de temples : le premier était en ruines [...] le dernier s'appelle Temple d'Athéna Pronoia ; il abrite deux statues de la déesse. Celle qui se trouve dans le pronaos est une offrande des Massaliotes, de dimension plus grande que celle qui se trouve à l'intérieur... Quant au bouclier d’or qu’offrit Crésus de Lydie à Athéna Pronoia, la tradition delphique veut qu’il ait été pillé par Philomélos,,. ». »

Le temple cessa probablement d'être un lieu de culte après le IVe siècle ou Ve siècle après J.-C., car à cette période, tous les sanctuaires païens étaient fermés à la suite de la montée du christianisme et la persécution des païens à travers l'Empire romain.

## Temple C, dit «temple en calcaire»

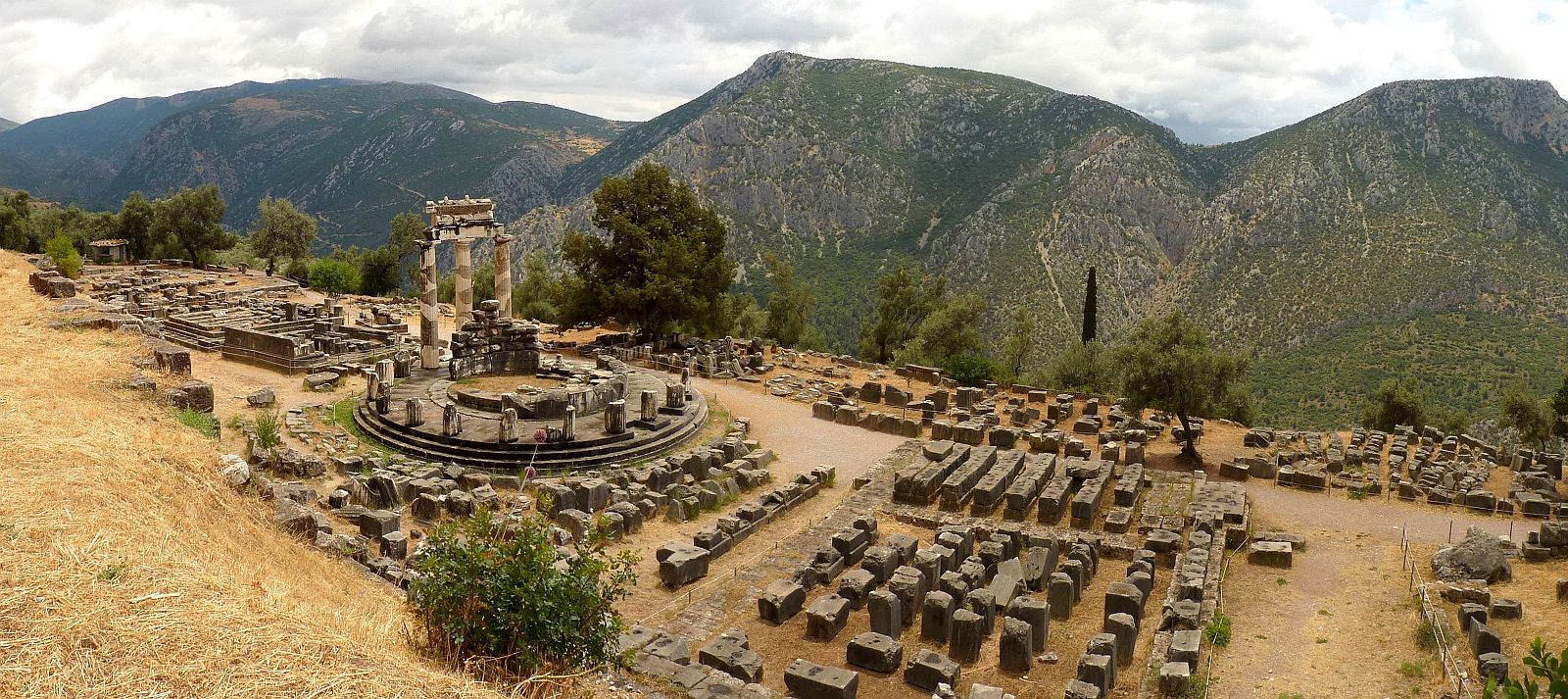
Vue panoramique du site : la crépis du temple C est visible à droite de la tholos.

À l'ouest de la terrasse se trouvent les restes d'un troisième temple, construit non pas en marbre, mais en pierre calcaire, érigé vers 360 av. J.-C.
Seules les fondations sont visibles, mais le plan de l'édifice a pu être entièrement reconstitué, à l'aide des éléments retrouvés au fil des ans. La structure reposait sur une base (crépis), à trois degrés. Ce temple est du type prostyle in antis avec six colonnes en façade. Il possédait également un pronaos et un naos, séparés par une porte d'ordre ionique. Le long du mur du fond se trouvaient des statues sur socles, dont certaines ont probablement été placées là à une date ultérieure.
Le temple ne semble pas avoir eu de décoration sculptée, à l'exception des acrotères, qui n'ont malheureusement pas été conservés. Cette absence de décoration s'explique peut-être par la situation du temple, juste à côté de la tholos, construite quelques décennies plus tôt, qui, elle, se trouvait richement décorée. L'architecture très sobre du temple C créait ainsi un contraste mettant visuellement en valeur l'un et l'autre monument.
Les quatre temples mentionnés par Pausanias sont : le temple de tuf périptère dorique, à l'est ; les deux trésors de marbre, dont le dorique a probablement été construit par Athènes au IVe siècle  avant J.-C. et le second par Massalia (dans celui-ci se trouvaient probablement les statues des empereurs mentionnés par Pausanias, bien qu'il ne puisse être exclu qu'elles se trouvaient dans la tholos), et enfin le temple de calcaire, celui de Pronaia. Dans le texte de Pausanias, le nom de Pronaia apparaît changé (par erreur ou jeu de mots) en Pronoia « Providence ». Hérodote fait également référence au bouclier mentionné par Pausanias.